# Hipoteca de interés
Una hipoteca de interés (en inglés: endowment mortgage) es un crédito hipotecario organizado sobre la base de pagar solo los intereses del dinero prestado, mientras que el capital se pretende reembolsar al final del plazo mediante una póliza de seguro, generalmente de bajo coste. La frase "endowment mortgage" se utiliza principalmente en el Reino Unido por prestamistas y consumidores para referirse a este tipo de acuerdos, no siendo un término legal. Por este modelo de préstamo, el prestamista realiza dos acuerdos separados: uno por el que se hipoteca el bien transmitido y otro con el asegurador para la póliza de seguro de vida . Los acuerdos son distintos y el prestatario puede cambiar cualquiera de ellos si lo desea. En el pasado, la póliza de dotación solía ser utilizada como garantía adicional por el prestamista. Es decir, el prestamista aplicaba un dispositivo legal para garantizar que el producto de la dotación se le pagara a él y no al prestatario; normalmente, la póliza se asigna al prestamista. Esta práctica es poco común hoy en día.

## Razones para el seguro hipotecario
El cliente paga únicamente los intereses del capital tomado en préstamo, reduciendo así los pagos mensuales en comparación con un préstamo de amortización convencional; el prestatario también paga primas a una póliza de seguro de vida con carácter de dotación. La intención es que el pago de la póliza de seguro de dotación cuando venza sea suficiente para pagar la hipoteca al final del plazo y posiblemente crear un superávit de efectivo.
Hasta 1984, los contratos de seguros calificados (incluidas las pólizas de seguro de vida) recibían una reducción de impuestos sobre las primas, conocida como reducción de la prima del seguro de vida (LAPR). Esto proporcionó una ventaja fiscal a las hipotecas de interés sobre las hipotecas de amortización, hasta que se terminó la desgravación fiscal en el presupuesto de marzo de 1984.  El año anterior también se había reducido la desgravación fiscal de los intereses hipotecarios con la introducción del MIRAS ( Mortgage interest relief at source o desgravación fiscal de los intereses hipotecarios en origen ), que limitó al tipo básico del impuesto la desgravación fiscal de los intereses, que hasta entonces era ilimitada. Antes de estos cambios, una hipoteca de mayor valor podía ser ventajosa ya que, si el tipo de interés se mantenía constante, la desgravación fiscal sobre los intereses pagados por una hipoteca de amortización se reducía con el tiempo, mientras que los intereses sobre el importe total de la hipoteca de mayor valor y, por tanto, la desgravación fiscal que atraía se mantenían constantes hasta el final del plazo.
Una razón adicional a favor de una hipoteca de interés fue que muchos prestamistas cobraban los intereses anualmente, lo que significaba que cualquier capital reembolsado mensualmente no se retira del préstamo pendiente hasta el final del año, lo que aumenta la tasa real de interés cobrada. En tal situación, los pagos a un fondo de dotación podrían beneficiarse de cualquier crecimiento desde el momento en que se invierte. Sin embargo, esto se compensó con las tasas de interés más altas que los prestamistas generalmente cobraban por las hipotecas de interés en comparación con las hipotecas de amortización. 

## Pólizas negociadas
Las pólizas de hipotecas de interés, denominadas TEP (por sus siglas en inglés), incluidas las pólizas de segunda mano (SHEP, por sus siglas en inglés), es decir, pólizas que se han vendido a un nuevo propietario a mitad de su plazo, permiten a los compradores (inversores) adquirir bienes por un valor superior al negociado con la compañía de seguros. Los inversores pagarán más que el valor de rescate porque la póliza tiene mayor valor si se mantiene vigente que si se cancela anticipadamente. Cuando se vende una póliza, todos los derechos se transfieren al nuevo propietario. El nuevo propietario asume la responsabilidad de los pagos de primas futuras y cobra el valor de vencimiento cuando la póliza vence o el beneficio por fallecimiento cuando fallece el asegurado original. Los asegurados que venden sus pólizas ya no se benefician de la cobertura de vida y deberían considerar la posibilidad de contratar una cobertura alternativa. El mercado TEP se ocupa exclusivamente de pólizas tradicionales. La forma más fácil de determinar si una póliza de interés está en esta categoría es verificar si menciona unidades, lo que indica que es una póliza unificada con ganancias o vinculada a unidades; si las bonificaciones están en libras esterlinas y no se mencionan unidades, entonces probablemente sea una póliza tradicional con amortización. Los otros tipos de pólizas, “Unit Linked” y “Unitised With Profits”, tienen un factor de rendimiento que depende directamente de las condiciones vigentes en el mercado de inversión. Estos no son negociables ya que las garantías de la póliza son mucho menores y no existe brecha entre el valor de rescate y el valor de mercado.

## Problemas con las hipotecas de interés
La premisa subyacente de las pólizas hipotecarias de interés es que las primas del seguro serán suficientes para pagar el capital del préstamo cuando venza. Hacia fines de la década de 1980, cuando las ventas de hipotecas de interés estaban en su apogeo, la tasa de crecimiento prevista para las pólizas era alta (7-12% anual). A mediados de la década de 1990, la baja de la inflación edia hizo que las suposiciones de hace unos años parecieran optimistas.
En la década de 1990 el Tesoro británico comenzó a reducir progresivamente el MIRAS ( Mortgage interest relief au source o alivio de intereses hipotecarios en origen ), lo que también favoreció el auge de las hipotecas de interés. Finalmente, el Tesoro defendió que las pólizas hipotecarias de interés mermaban o rozaban sistemáticamente el fraude de ley. 
La fuerte regulación posterior de las inversiones y el seguimiento a las aseguradoras condujeron a una drástica reducción de las pólizas. En 2001, la venta de pólizas hipotecarias de interés era prácticamente nula.

### Déficits
Las regulaciones financieras introdujeron cartas de reproyección obligatorias para mostrar a los titulares de pólizas cuál sería el valor probable de vencimiento de su préstamo suponiendo tasas de crecimiento estándar.
Lo que provocó un aumento en las quejas por ventas fraudulentas y generó una industria secundaria que "gestiona" las quejas de los consumidores.
En muchos casos, los tribunales fallaron en contra de aseguradoras o corredores responsables del asesoramiento legal y exigieron retrotraerse a situaciones equivalentes a haber contratado una hipoteca de amortización. Hasta julio de 2006, los bancos y proveedores de seguros del Reino Unido habían pagado aproximadamente £2.200 millones en compensaciones. 